# Mocedades 8
Mocedades 8 es el octavo álbum del grupo vocal español Mocedades grabado en 1977. La canción principal del álbum es "Sólo era un niño", número 1 en España, y también incluye una nueva versión de «Pange Lingua» grabada por los 6 históricos y una versión en español del clásico "Come on over" de los Bee Gees, con el título "Como un nombre".
En varios países de Latinoamérica, el sencillo con mayor importancia fue "Si yo no fuera fiel", seguido de "Nana", una canción con ritmos muy distintos a los que el grupo acostumbraba tener, y con un sonido generalmente asociado a la música de Rock Progesivo de la época.

## Canciones
1. "Sólo era un niño" (4:12)
2. "Lo kanta" (2:25)
3. "Si yo no fuera fiel" (2:58)
4. "Pange lingua" (3:50)
5. "La lola" (3:00)
6. "Nana" (4:12)
7. "De puro mío tu cuerpo" (2:55)
8. "Santa Yagueda" (2:32)
9. "Como un nombre" (3:15)
10. "One, two, three, four, five" (2:57)